# Архангельское (Чернский район)
Архангельское — село в Чернском районе Тульской области России.
В рамках административно-территориального устройства является центром Архангельской сельской администрации Чернского района, в рамках организации местного самоуправления входит в сельское поселение Липицкое.
Население — 667 чел. (2010).

## География
Расположено в 102 км к юго-западу от областного центра и в 19 км к юго-востоку от райцентра, пгт Чернь.

## История
Село Архангельское упоминается в «Главах писцовых книгах Черньсково уезда» 1630—1631 г.г. в городском стану Чернского уезда:

«Село Архангельское Роскотец тож под Роскотцким под Круглым под Большим лесом сверх Бруска колодезя.
А в нем церковь Архистратига Михаила…» 

Название села, по местному преданию, произошло от урочища, получившего такое название от высохшего ручья, впадавшего в реку Роску. Потом село стало носить название Архангельское (по церкви), Ладыжино тоже (по фамилии бывших владельцев).
В 2013 году к Архангельскому присоединены три населённых пункта: посёлок Украинец, деревня Бруски и деревня Нагаево-Карбоньер. Да невелика прибыль: в Брусках 6 душ обоего пола, в Нагаево-Карбоньере — 5, а в Украинце и вовсе населения не числится.
До 2014 года село Архангельское входило в состав Кожинского сельского поселения, а с его упразднением входит в муниципальном образовании (сельском поселении) Липицкое.

## Население
| 2002 | 2010 |
| ---- | ---- |
| 676  | ↘667 |

### Духоборы
С 1989 года по инициативе Игнатенко А. В., Белошицкого А. Ф., Монашова А. Л., Волкова В. Д., Денисова В. И. в соответствии с постановлениями правительств СССР, Российской Федерации начато переселение в село Архангельское духоборцев из Грузии.

## Достопримечательности
- Церковь Михаила Архангела (Архангельское)
- В селе Архангельское находится братская могила № 6. Количество захороненных 53 человека, выявлено 53 фамилии. На могиле — скульптурный памятник: воин с поникшей головой и каской в руке.

## Знаменитые люди
В селе Архангельском родилась и провела свои детские годы в семье бабушки известная русская художница Наталья Сергеевна Гончарова (1881—1962).
В местной церкви был крещён композитор Александр Сергеевич Даргомыжский.